# Henri Domec
Pour les articles homonymes, voir Domec.
Pas d'image ? Cliquez ici

a Compétitions nationales et continentales officielles uniquement.

b Matchs officiels uniquement.
Henri Domec, né le 9 août 1932 à Lourdes et mort le 18 novembre 2018 dans la même ville, est un ancien joueur français de rugby à XV, qui a joué avec l'équipe de France, le FC Lourdes et l'US Cognac au poste de troisième ligne aile (1,83 m pour 91 kg).

## Biographie
À compter de 1969, il remplace Roger Martine comme entraîneur de l'équipe lourdaise.

## Carrière de joueur

### En club
- FC Lourdes

Il est associé à Jean Barthe et Jean Prat au sein de la troisième ligne lourdaise, où il accomplit sa meilleure saison en 1956-1957.
En 1955, son frère Célestin Domec le remplace pour jouer la finale, pour cause de blessure à un genou.
- US Cognac

### En équipe nationale
Il a disputé son premier test match le 28 mars 1953 contre l'équipe du Pays de Galles, et le dernier contre l'équipe d'Irlande le 19 avril 1958. Cette même année une blessure au genou en finale du championnat contre Mazamet lui interdit de partir en tournée en Afrique du Sud.
En sélection nationale, il est supplanté par François Moncla à compter de 1959.

## Palmarès

### En club
Avec le FC Lourdes
- Championnat de France de première division :
  - Champion (5) : 1953, 1956, 1957, 1958 et 1960 (capitaine lors du dernier titre)
  - Vice-champion (1) : 1955
- Challenge Yves du Manoir :
  - Vainqueur (2) : 1953 et 1956

Avec l'US Cognac
- Challenge Yves du Manoir : 
  - Vainqueur (1) : 1965

### En équipe nationale
- Sélections en équipe nationale : 20
- Sélections par année : 2 en 1953, 6 en 1954, 4 en 1955, 3 en 1956, 5 en 1958
- Tournois des Cinq Nations disputés : 1953, 1954, 1955, 1956, 1958
- Vainqueur du Tournoi des Cinq Nations en 1954 (ex- aequo avec l'Angleterre) et 1955 (ex æquo avec le Pays de Galles)
- Coupe d'Europe FIRA de rugby à XV 1954